# Máu toàn phần
Máu toàn phần (tiếng Anh: whole blood,WB) là máu người lấy từ hiến máu tiêu chuẩn. Nó được sử dụng trong điều trị chảy máu ồ ạt, truyền máu trao đổi và khi mọi người hiến máu cho chính mình. Một đơn vị máu toàn phần (~ 517 ml) làm tăng nồng độ hemoglobin khoảng 10 g/L. Kiểm tra chéo thường được thực hiện trước khi máu được đưa ra. Nó được đưa ra bằng cách tiêm tĩnh mạch.
Tác dụng phụ bao gồm phản ứng dị ứng truyền máu như sốc phản vệ, phá vỡ hồng cầu , kali máu cao, nhiễm trùng, quá tải thể tích và tổn thương phổi. Máu toàn phần được tạo thành từ các tế bào hồng cầu, bạch cầu, tiểu cầu và huyết tương. Nó là tốt nhất trong một ngày sau khi lấy máu; tuy nhiên, có thể được sử dụng trong thời gian tối đa ba tuần. Máu thường được kết hợp với thuốc chống đông máu và chất bảo quản trong quá trình lấy máu.
Lần truyền máu đầu tiên là vào năm 1818; tuy nhiên, việc sử dụng phổ biến máu toàn phần đã không bắt đầu cho đến Thế chiến thứ nhất và Thế giới thứ hai. Nó nằm trong Danh sách các loại thuốc thiết yếu của Tổ chức Y tế Thế giới, loại thuốc hiệu quả và an toàn nhất cần có trong hệ thống y tế. Trong những năm 1980, chi phí máu toàn phần là khoảng 50 USD mỗi đơn vị tại Hoa Kỳ. Máu toàn phần không còn được sử dụng phổ biến bên ngoài thế giới đang phát triển và quân đội. Nó được sử dụng để tạo ra một số sản phẩm máu bao gồm hồng cầu đóng gói, tiểu cầu cô đặc, cryoprecipit và huyết tương tươi đông lạnh.

## Sử dụng trong y tế
Máu toàn phần có rủi ro tương tự như truyền máu hồng cầu và phải được ghép chéo để tránh phản ứng truyền máu tán huyết. Hầu hết các lý do để sử dụng giống như các lý do cho RBC, và máu toàn phần không được sử dụng thường xuyên ở các nước thu nhập cao, nơi có sẵn các tế bào hồng cầu. Tuy nhiên, việc sử dụng máu toàn phần phổ biến hơn nhiều ở các nước thu nhập thấp và trung bình. Hơn 40% máu được thu thập ở các quốc gia thu nhập thấp được quản lý dưới dạng máu toàn phần và khoảng một phần ba tổng số máu thu thập được ở các quốc gia thu nhập trung bình được quản lý dưới dạng máu toàn phần.